# Polohaciv, Ovruci
Polohaciv (în ucraineană Полохачів) este un sat în comuna Pokaliv din raionul Ovruci, regiunea Jîtomîr, Ucraina.

## Demografie
Componența lingvistică a localității Polohaciv
     Ucraineană (98,37%)
     Alte limbi (1,31%)
Conform recensământului din 2001, majoritatea populației localității Polohaciv era vorbitoare de ucraineană (98,37%), existând în minoritate și vorbitori de alte limbi.